# Grupo funcional
En química, un grupo funcional es una cadena o conjunto  unido a una cadena carbonada, representada en la fórmula general por R para los compuestos alifáticos y como Ar para los compuestos aromáticos y que son responsables de la reactividad y propiedades químicas de los compuestos orgánicos. Se asocian siempre con enlaces covalentes al resto de la molécula.
La nomenclatura química de los compuestos orgánicos se basa en la combinación de los prefijos (función secundaria) y sufijos (función principal) asociados a los grupos funcionales junto con los nombres de los alcanos de los que derivan al acceder a los átomos.

## Series homólogas y grupos funcionales más comunes
Una serie homóloga es un conjunto de compuestos que comparten el mismo grupo funcional, por ende poseen propiedades y reacciones similares. Por ejemplo: la serie homóloga de los alcoholes primarios poseen un grupo OH (hidroxilo) en un carbono terminal o primario.
Las series homólogas y grupos funcionales listados a continuación son los más comunes. En las tablas, los símbolos R, R', o similares, pueden referirse a una cadena hidrocarbonada, a un átomo de hidrógeno, o incluso a cualquier conjunto de átomos. 

### Saturados
- Alcanos

### Insaturados
- Alquenos (grupo funcional metino)
- Alquinos (grupo funcional alquinilo)

### Funciones oxigenadas rulo
Presencia de algún enlace carbono-oxígeno: sencillo (C-O) o doble (C=O)
| Grupo funcional          | Serie homólogo    | Fórmula    | Estructura | Prefijo         | Sufijo            | Ejemplo          |
| ------------------------ | ----------------- | ---------- | ---------- | --------------- | ----------------- | ---------------- |
| Grupo hidroxilo          | Alcohol           | R-OH       |            | hidroxi-        | -ol               | Etanol           |
| Grupo alcoxi (o ariloxi) | Éter              | R-O-R'     | Alcoxi     | -oxi-           | R-il R'-il éter   | Éter etílico     |
| Grupo carbonilo          | Aldehído          | R-C(=O)H   | Carbonilo  | formil-         | -al -carbaldehído | Etanal           |
| Grupo carbonilo          | Cetona            | R-C(=O)-R' | Carbonilo  | oxo-            | -ona              | Propanona        |
| Grupo carboxilo          | Ácido carboxílico | R-COOH     | Carboxilo  | carboxi-        | Ácido -ico        | Ácido acético    |
| Grupo acilo              | Éster             | R-COO-R'   | Acilo      | -iloxicarbonil- | R-ato de R'-ilo   | Acetato de etilo |

Para consultar la nomenclatura de estos grupos funcionales, consulte Nomenclatura de funciones orgánicas con oxígeno.

### Funciones nitrogenadas
Amidas, aminas, nitrocompuestos, Nitrilos.
Presencia de enlaces carbono-nitrógeno: C-N, C=N o C≡N
| Grupo funcional          | Tipo de compuesto | Fórmula          | Estructura        | Prefijo              | Sufijo                | Ejemplo                                |
| ------------------------ | ----------------- | ---------------- | ----------------- | -------------------- | --------------------- | -------------------------------------- |
| Grupo amino              | Amina             | R-NH2            | Amino             | amino-               | -amino                | Isobutilamina                          |
| Grupo amino              | Imina             | R-NCH2           | Imina             | _                    | _                     | 1,5-Diazabiciclo[4.3.0]non-5-eno (BDN) |
| Grupos amino y carbonilo | Amida             | R-CO-NR2         | amida             | _                    | -amida                | Acetamida                              |
| Grupos amino y carbonilo | Imida             | R-C(=O)N(-R')-R" | Imida             | _                    | _                     | Tetrametiletildiimida                  |
| Grupo nitro              | Nitrocompuesto    | R-NO2            | Nitro             | nitro-               | _                     | Nitropropano                           |
| Grupo nitrilo            | Nitrilo o cianuro | R-CN             | Nitrilo o Cianuro | ciano-               | -nitrilo              | Tetracianoetileno (TCNE)               |
| Grupo nitrilo            | Isocianuro        | R-NC             | Isocianuro        | alquil isocianuro    | _                     | Tert-butil isocianuro                  |
| Grupo nitrilo            | Isocianato        | R-NCO            | Isocianato        | alquil isocianato    | _                     | Metil isocianato                       |
| Grupo nitrilo            | Isotiocianato     | R-NCS            | Isotiocianato     | alquil isotiocianato |                       | Alil isotiocianato                     |
| Grupo azo                | Azoderivado       | R-N=N-R'         | Azo               | azo-                 | -diazeno              | Dietil azodicarboxilato (DEAD)         |
| Grupo azo                | Diazoderivado     | R=N=N            | Diazoderivado     | diazo-               | _                     | Diazometano                            |
| Grupo azo                | Azida             | R-N3             | Ion azida         | azido-               | -azida                | 2-Dimetilaminoetilazida (DMAZ)         |
| Grupo azo                | Sal de diazonio   | X- R-N+≡N        | Sal de diazonio   | _                    | ...uro de...-diazonio | Catión Bencenodiazonio                 |
| _                        | Hidrazina         | R1R2N-NR3R4      | Hidrazinas        | _                    | -hidrazina            | Hidrazida (fórmula general)            |
| _                        | Hidroxilamina     | -NOH             | Hidroxilaminas    | _                    | -hidroxilamina        | N,N-dimetilhidroxilamina               |

### Funciones halogenadas
Compuestos por carbono, hidrógeno y halógenos.
| Grupo funcional | Tipo de compuesto | Fórmula del compuesto | Prefijo     |                 |
| --------------- | ----------------- | --------------------- | ----------- | --------------- |
| Grupo haluro    | Haluro            | R-X                   | halo-       | _               |
| Grupo acilo     | Haluro de ácido   | R-COX                 | Haloformil- | Haluro de -oílo |

### Grupos que contienen azufre
| Grupo funcional | Tipo de compuesto | Fórmula del compuesto | Prefijo    | Sufijo           |
| --------------- | ----------------- | --------------------- | ---------- | ---------------- |
| Grupo sulfuro   | Tioéter o sulfuro | R-S-R'                | alquiltio- |                  |
| R-SH            | Tiol              |                       | mercapto-  | -tiol            |
| R-SO-R'         | Sulfóxido         | _                     | _          | _                |
| R-SO2-R'        | Sulfona           | _                     | _          | _                |
| _               | Ácido sulfónico   | RSO3H                 | sulfo-     | ácido -sulfónico |

### Grupos que contienen metales
| Clase química                | Fórmula estructural | Prefijo         | Sufijo              | Ejemplo                    |
| ---------------------------- | ------------------- | --------------- | ------------------- | -------------------------- |
| Alquilitio                   | RLi                 | (tri/di)alquil- | -litio              | metillitio                 |
| Halogenuro de alquilmagnesio | RMgX (X=Cl, Br, I)  | (tri/di)alquil- | -haluro de magnesio | cloruro de metilmagnesio   |
| Alquilaluminio               | Al2R6               | (tri/di)alquil- | -aluminio           | trimetilaluminio           |
| Éter de sililo               | R3SiOR              | (tri/di)alquil- | -éter silílico      | triflato de trimetilsililo |

 El flúor es demasiado electronegativo para unirse al magnesio; se convierte en una sal iónica en su lugar.

### Nombres de radicales o fracciones
Estos nombres se utilizan para referirse a los propios restos o a especies radicales, y también para formar los nombres de haluros y sustituyentes en moléculas más grandes.
Cuando el hidrocarburo original no está saturado, el sufijo ("-il", "-ilideno" o "-ilidino") reemplaza a "-ano" (por ejemplo, "etano" se convierte en "etilo"); de lo contrario, el sufijo reemplaza solo la "-o" final (por ejemplo, "etinoe" se convierte en "etinilo").
Cuando se usa para referirse a fracciones, los enlaces simples múltiples difieren de un enlace múltiple simple. Por ejemplo, un puente de metileno (metanodiilo) tiene dos enlaces simples, mientras que un grupo metileno (metilideno) tiene un enlace doble. Los sufijos se pueden combinar, como en metilidino (enlace triple) frente a metililideno (enlace simple y enlace doble) frente a metanotriilo (tres enlaces dobles).
Hay algunos nombres retenidos, como metileno para metanodiilo, 1,x-fenileno para fenil-1,x-diilo (donde x es 2, 3 o 4), carbino para metilidino, y tritilo para trifenilmetilo.
| Clase química             | Grupo | Fórmula  | Fórmula estructural | Prefijo | Sufijo   | Ejemplo                     |
| ------------------------- | ----- | -------- | ------------------- | ------- | -------- | --------------------------- |
| Enlace sencillo           |       | R•       |                     | Ylo-    | -ilo     | grupo metilo radical metilo |
| Doble enlace              |       | R:       |                     | ?       | -ilideno | metilideno                  |
| Triple enlace             |       | R⫶       |                     | ?       | -ilidino | metilidino                  |
| Radical carboxílico acilo | Acilo | R−C(=O)• |                     | ?       | -cilo    | Acetilo                     |

### Grupos que contienen fósforo
Los compuestos que contienen fósforo exhiben una química única debido a la capacidad del fósforo para formar más enlaces que el nitrógeno, su análogo más ligero en la tabla periódica.
| Clase química     | Grupo   | Fórmula                              | Fórmula estructural   | Prefijo                                                       | Sufijo                                                                       | Ejemplo                                                                |
| ----------------- | ------- | ------------------------------------ | --------------------- | ------------------------------------------------------------- | ---------------------------------------------------------------------------- | ---------------------------------------------------------------------- |
| Fosfina (Fosfano) | Fosfino | R3P                                  | Una fosfina terciaria | fosfanilo-                                                    | -fosfano                                                                     | Metilpropilfosfano                                                     |
| Ácido fosfónico   | Fosfono | {\displaystyle {\ce {RP(=O)(OH)2}}}  | grupo fosfono         | fosfono-                                                      | sustituyente ácido fosfónico                                                 | Ácido bencilfosfónico                                                  |
| Fosfato           | Fosfato | {\displaystyle {\ce {ROP(=O)(OH)2}}} | grupo fosfato         | fosfonooxi- o O-fosfono- (fosfo-)                             | sustituyente fosfato                                                         | Gliceraldehído 3-fosfato (sufijo)                                      |
| Fosfato           | Fosfato | {\displaystyle {\ce {ROP(=O)(OH)2}}} | grupo fosfato         | fosfonooxi- o O-fosfono- (fosfo-)                             | sustituyente fosfato                                                         | O-Fosfocolina (prefijo) (Fosfocolina)                                  |
| Fosfodiéster      | Fosfato | HOPO(OR)2                            | Fosfodiéster          | [(alcoxi)hidroxifosforil]oxi- o O-[(alcoxi)hidroxifosforilo]- | di(sustituyente) hidrógeno 'fosfato o ácido fosfórico di(sustituyente) éster | ADN                                                                    |
| Fosfodiéster      | Fosfato | HOPO(OR)2                            | Fosfodiéster          | [(alcoxi)hidroxifosforil]oxi- o O-[(alcoxi)hidroxifosforilo]- | di(sustituyente) hidrógeno 'fosfato o ácido fosfórico di(sustituyente) éster | O‑[(2‑guanidinoetoxi)hidroxifosforilo]‑l‑serina (prefijo) (Lombricina) |

### Grupos que contienen boro
Los compuestos que contienen boro exhiben una química única debido a que tienen octetos parcialmente llenos y, por lo tanto, actúan como ácido de Lewis.
| Clase química  | Grupo    | Fórmula | Fórmula estructural | Prefijo                        | Sufijo                                             | Ejemplo                                                                         |
| -------------- | -------- | ------- | ------------------- | ------------------------------ | -------------------------------------------------- | ------------------------------------------------------------------------------- |
| Ácido borónico | borono   | RB(OH)2 |                     | Borono-                        | sustituyente ácido borónico                        | Ácido fenilborónico                                                             |
| Éster borónico | boronato | RB(OR)2 |                     | O-[bis(alcoxi)alquilboronilo]- | sustituyente ácido borónico di(sustituyente) éster |                                                                                 |
| Ácido borínico | Borino   | R2BOH   |                     | hidroxiborino-                 | di(sustituyente) ácido borínico                    |                                                                                 |
| Éster borínico | borinato | R2BOR   |                     | O-[alcoxidialquilboronilo]-    | di(sustituyente) ácido borínico sustituyente éster | Éster 2-aminoetílico del ácido difenilborínico (Borato de 2-aminoetoxidifenilo) |